# Illicium henryi
Illicium henryi (лат.) — вид двудольных растений рода Бадьян (Illicium) семейства Лимонниковые (Schisandraceae). Впервые описан немецкого ботаником Людвигом Дильсом в 1900 году.

## Распространение и среда обитания
Эндемик Китая, известный из провинций Аньхой, Фуцзянь, Ганьсу, Гуандун, Гуйчжоу, Хэнань, Хубэй, Хунань, Цзянси, Шэньси, Сычуань, Юньнань и из Гуанси-Чжуанского автономного района.

## Ботаническое описание

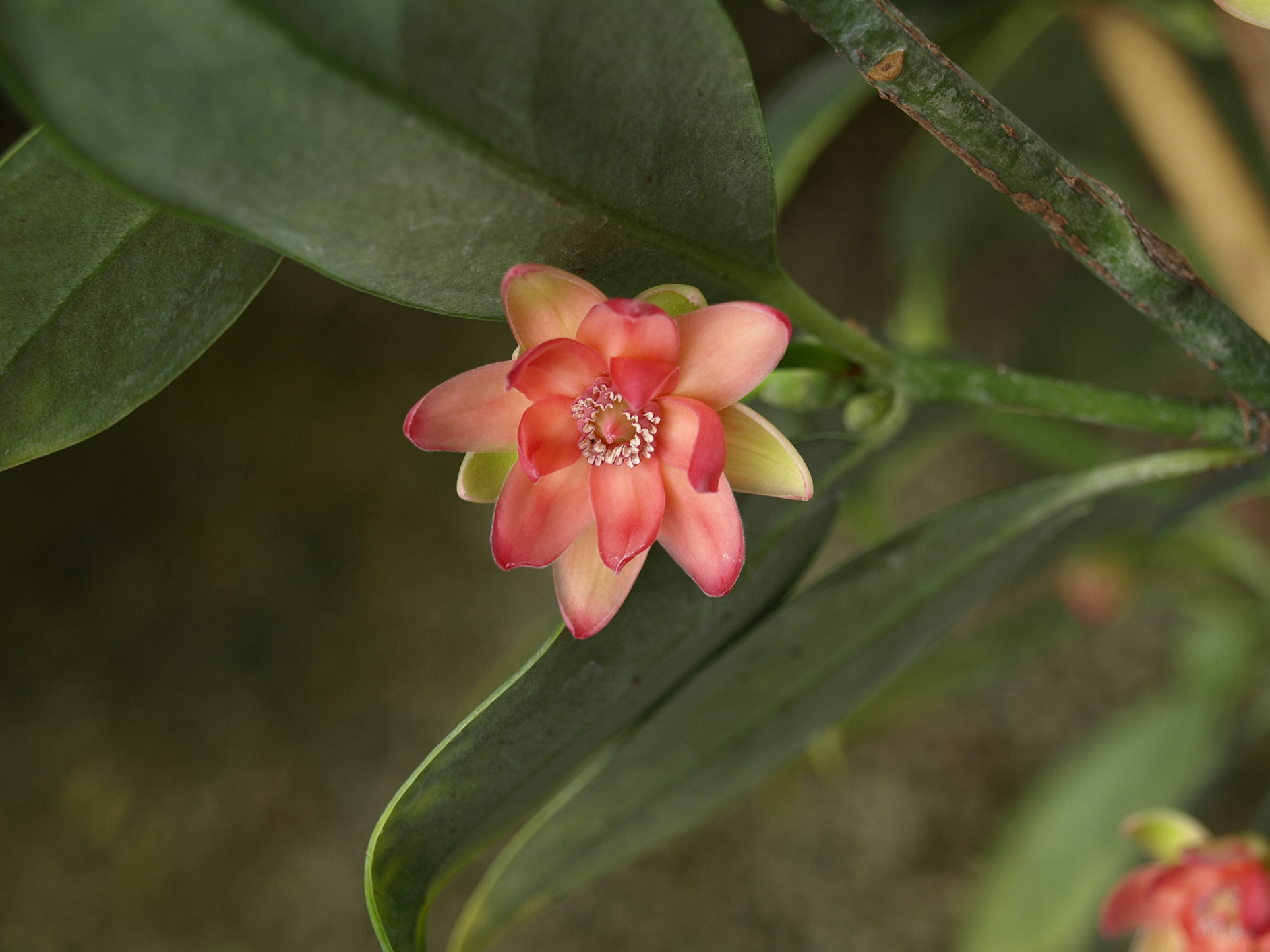
Цветок

Кустарник или дерево высотой 8—12 м.
Листья от обратноланцетовидных до обратнояйцевидно-эллиптических, кожистые, с заострённой вершиной.
Цветки от розового до тёмно-красного цвета с 10—15 лепестками.
Плоды ядовиты.
Цветёт с апреля по июнь, плодоносит с августа по октябрь.

## Значение
Используется в качестве декоративного и лекарственного растения.

## Синонимы
Синонимичные названия:
- Illicium henryi var. multistamineum A.C.Sm.
- Illicium pseudosimonsii Qi Lin
- Illicium silvestrii Pavol.